# Romboeder
| Romboeder         | Romboeder           |
| ----------------- | ------------------- |
| Rhombohedron      |                     |
| Vrsta             | Prizma              |
| Stranske ploskve  | 6 rombov            |
| Robovi            | 12                  |
| Oglišča           | 8                   |
| Simetrijska grupa | Ci, [2+,2+], (1x)   |
| Lastnosti         | konveksni, zonoeder |

Romboeder je trirazsežna oblika,
podobna kocki. Od nje se razlikuje v tem, da so njene stranske ploskve rombi. Je posebna oblika paralelepipeda, kjer imajo vsi robovi enako dolžino. 
V splošnem lahko ima romboeder tri vrste romboidnih stranskih ploskev v skladnih parih. 
Če so vsi netopi notranji koti stranskih ploskev, enaki ga imenujemo tristrani trapezoeder.
Naslednji posebni primer  je v tem, da ravnina simetrije skozi štiri oglišča (s simetrijsko grupo C2h) in posebnem primeru tega, kjer je še druga simetrijska ravnina skozi  ostala štiri oglišča (s simetrijsko grupo D2h).
Kocka je posebni primer romboedra. Zgled za manjšo stopnjo simetrije je rombska prizma, ki jo lahko konstruiramo z dvema romboma in štirimi kvadrati s simetrijo D2h.
Romboederski sistem ima romboederske celice s tremi pari rombskih stranskih ploskev